# Sad (Borzęcin)
Sad – część wsi Borzęcin w Polsce, położona w województwie małopolskim, w powiecie brzeskim, w gminie Borzęcin. 
W latach 1975–1998 Sad administracyjnie należał do województwa tarnowskiego.